# Potiron
Cucurbita maxima
Pour les articles homonymes, voir Éric Potiron, Henri Potiron et Potiron (personnage de Oui-Oui).
Espèce
Classification APG III (2009)
Le potiron (Cucurbita maxima) est une espèce de plantes à fleurs de la famille des Cucurbitacées originaire des régions tropicales d'Amérique du Sud.
Le potiron est largement cultivé comme plante potagère pour son fruit comestible à maturité. Le terme désigne aussi ce fruit consommé comme légume. C'est l'une des cinq espèces de courges les plus couramment cultivées. Le potimarron français, élément de la gastronomie française contemporaine en période automnale, est en réalité issu d'une variété de potiron cultivée au Japon, puis importée et sélectionnée en France par des jardiniers amateurs et des maraîchers.

## Étymologie
Le mot potiron est attesté en français dès 1476, où il désigne un type de champignon, avant de prendre son acception actuelle au XVIe siècle.
L'épithète spécifique « maxima » [cucurbita] signifie ici « très grosse » [courge].

## Histoire

### Origine et distribution

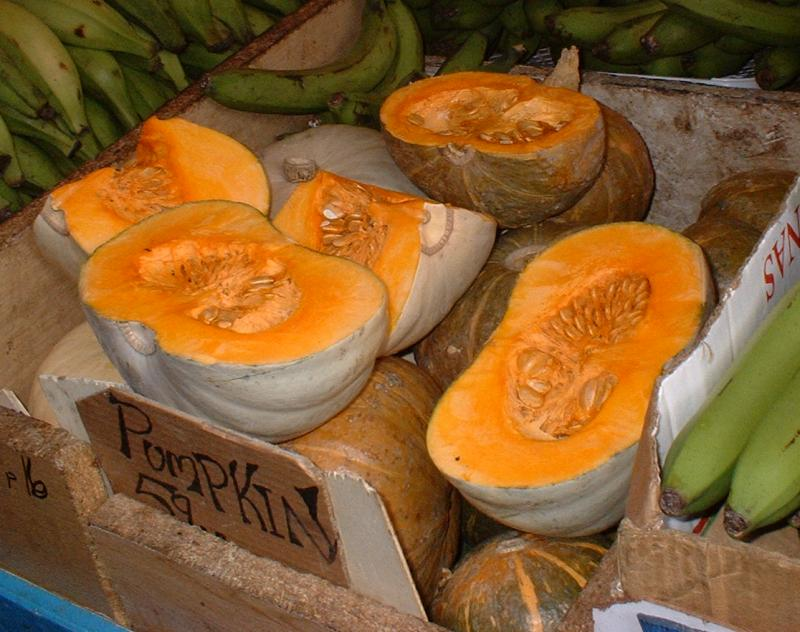
Potirons.

Cette espèce est originaire du sud d'Amérique du Sud (Argentine, Uruguay). Elle est largement cultivée dans tous les pays chauds et tempérés.

### Introduction en Europe
Cette plante a été introduite en Europe et en Chine par les Portugais au XVIe siècle, comme toutes les courges (Cucurbita), d'ailleurs souvent confondues entre elles et même avec les gourdes ou calebasses (Lagenaria), connues en Europe depuis l'Antiquité. C'est à Charles Naudin que l'on doit la distinction entre les espèces et les variétés de potirons.

## Différences entre «citrouille» et «potiron»

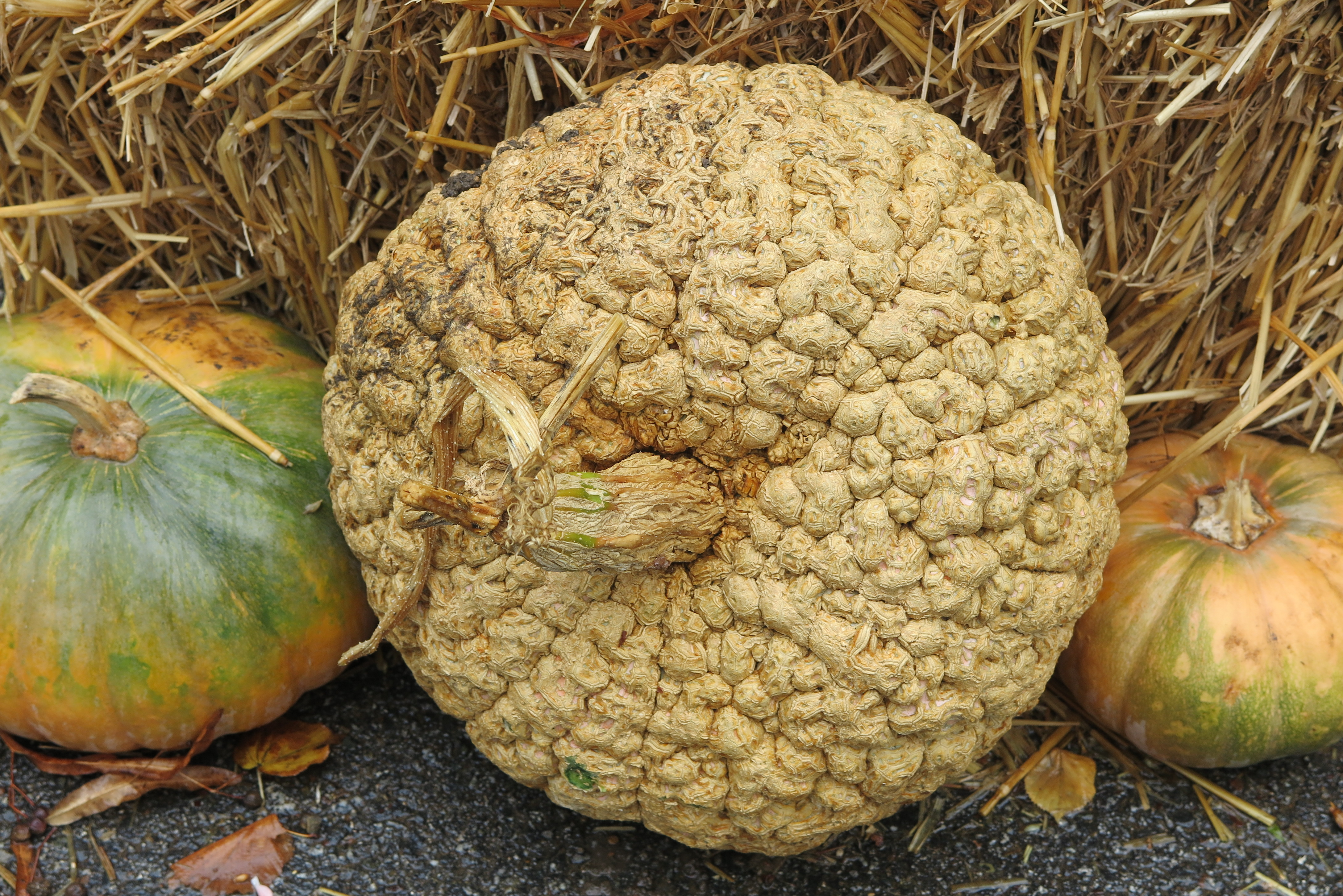
Produit en Île-de-France.

Il ne faut pas confondre les potirons et les citrouilles qui appartiennent à deux espèces différentes.
Dans le langage courant, le terme de citrouille (courge de l'espèce Cucurbita pepo et de la sous-espèce Cucurbita pepo subsp. pepo) est plus ou moins synonyme de potiron (courge de l'espèce Cucurbita maxima). Ce sont tous deux des cucurbitacées, autrement dit, des courges.
La citrouille est de forme ronde et de couleur orange. Son pédoncule est dur et fibreux, avec cinq côtes anguleuses, sans renflements à son point d'attache. Sa chair est filandreuse. C'est elle que l'on utilise à Halloween.
Le potiron est plus ou moins aplati, sa couleur va d'un orange rougeâtre au vert foncé. Son pédoncule est tendre et spongieux, cylindrique et évasé près du fruit. La chair du potiron est plus sucrée, savoureuse et moins filandreuse que celle de la citrouille.
Dans le langage courant, ces différents termes sont souvent confondus. Le mot « courge » est un terme générique qui peut s'appliquer à toutes les variétés cultivées du genre Cucurbita. Si l'on veut être plus précis, voici les termes admis pour désigner les variétés des différentes espèces cultivées :
- Cucurbita maxima : les potirons, les potimarrons, les giraumons, les kabochas
- Cucurbita ficifolia : la courge de Siam
- Cucurbita pepo : les courges, les citrouilles, les courgettes, les pâtissons
- Cucurbita argyrosperma (surtout cultivée aux États-Unis) : la courge du Mexique
- Cucurbita moschata : les courges musquées, la doubeurre ou butternut.

## Description

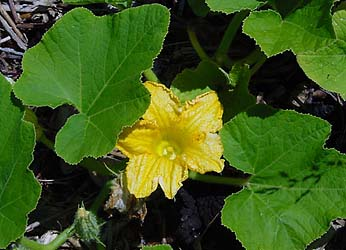
Fleur de potiron.

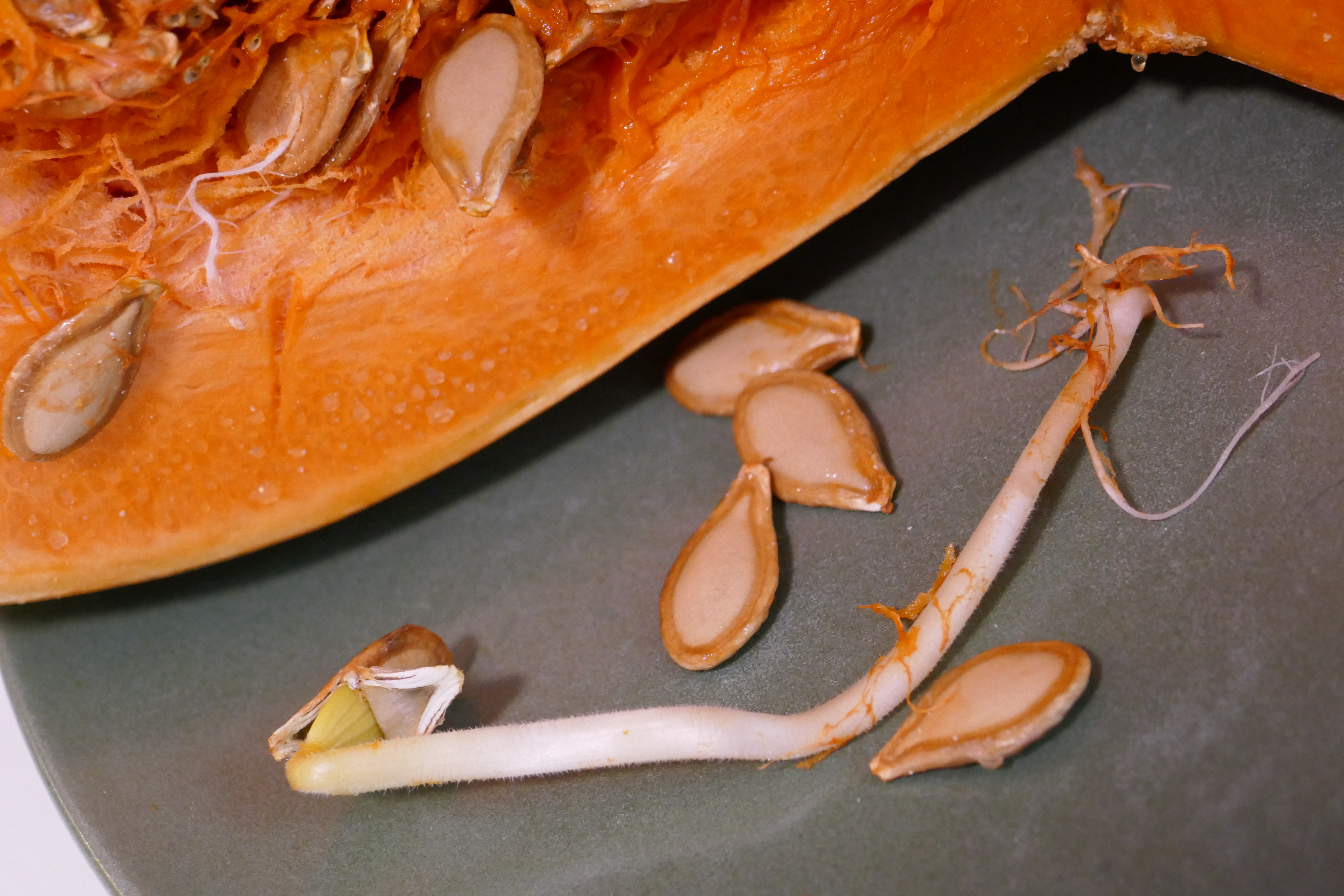
Graines et jeune pousse.

C'est une plante herbacée annuelle à longues tiges très vigoureuses, rampantes, éventuellement grimpantes, qui s'accrochent par des vrilles à tout support.
Les feuilles sont grandes, entières, cordiformes, à nervation palmée, formant cinq lobes arrondis.
Les fleurs à sexes séparés (plante monoïque) sont jaune orangé.
Les fruits sont très polymorphes. Ils varient, selon les variétés, par leur forme (sphérique plus ou moins aplatie, allongée, bosselée...), par leur taille (de moins d'un kilogramme à plus de 200 kg), par leur couleur à maturité (blanc, jaune, orange, rouge, vert, bleu-vert...). Un caractère spécifique est la section cylindrique du pédoncule, très gros et spongieux (subéreux). La chair est épaisse et de couleur jaune orangé.
Les graines légèrement bombées, ovales, lisses, sont blanches et assez grandes : de 2 à 3 cm de long.

## Principales variétés
On peut distinguer quatre groupes :
- les potirons classiques,- gros fruit côtelé, orange ou rouge à la chair orangée et aqueuse par exemple le Rouge vif d'Étampes ;
- les potimarrons, en forme de poire (piriforme), le plus souvent de couleur rouge brique mais peut aussi être jaune, bleu ou vert, à la chair jaune plus ou moins orange, farineuse, au goût de châtaigne. Il était d'ailleurs appelé « courge châtaigne » ;
- les giraumons, en forme de « bonnet turc » ;
- les courges de Hubbard, en forme oblongue, qui doit son nom à Elizabeth Hubbard, une Américaine ayant apporté le premier spécimen connu par la botanique moderne à son voisin, un marchand de graines nommé James J. H. Gregory.

### Liste de variétés

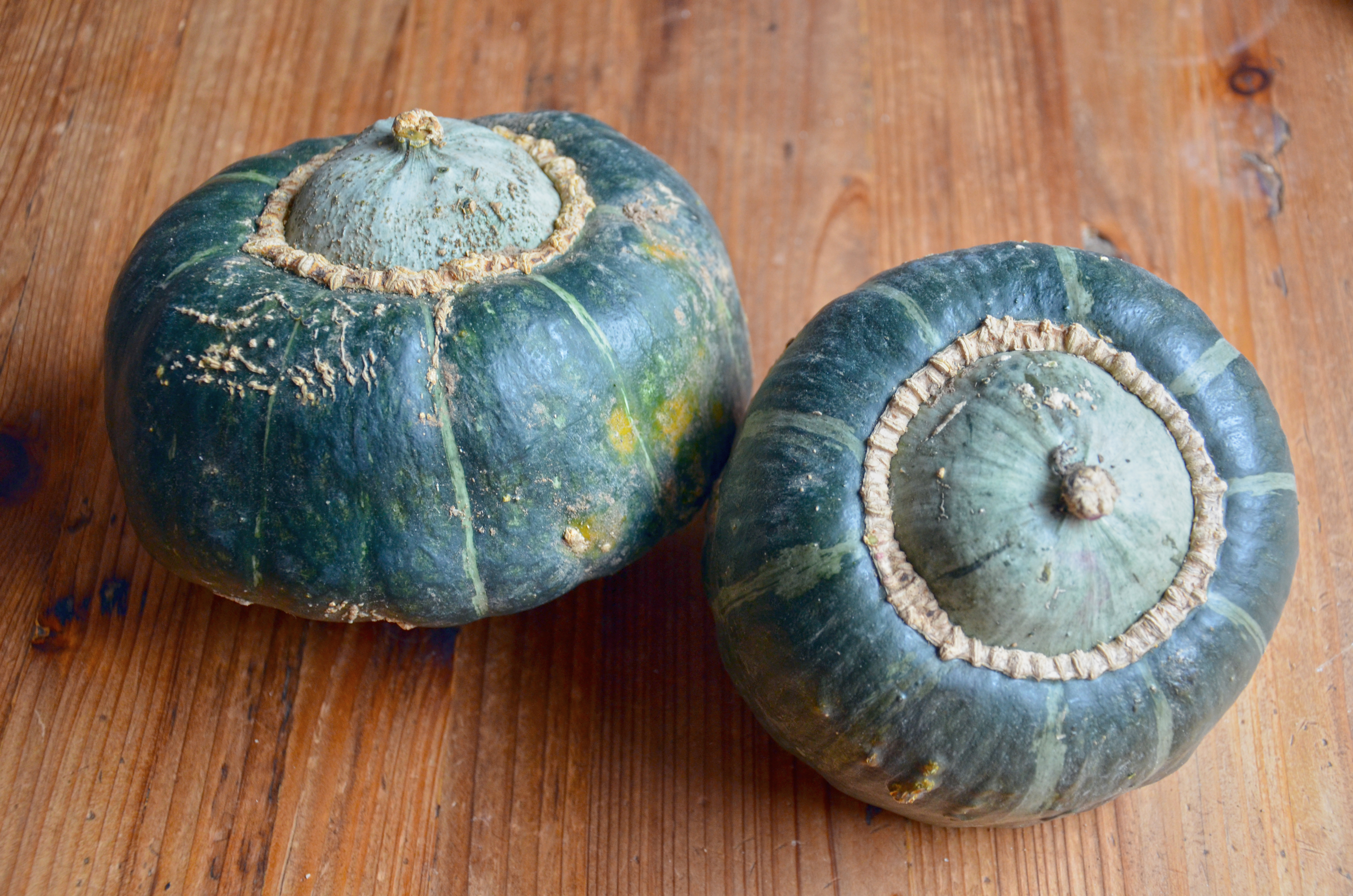
Deux courges buttercup.

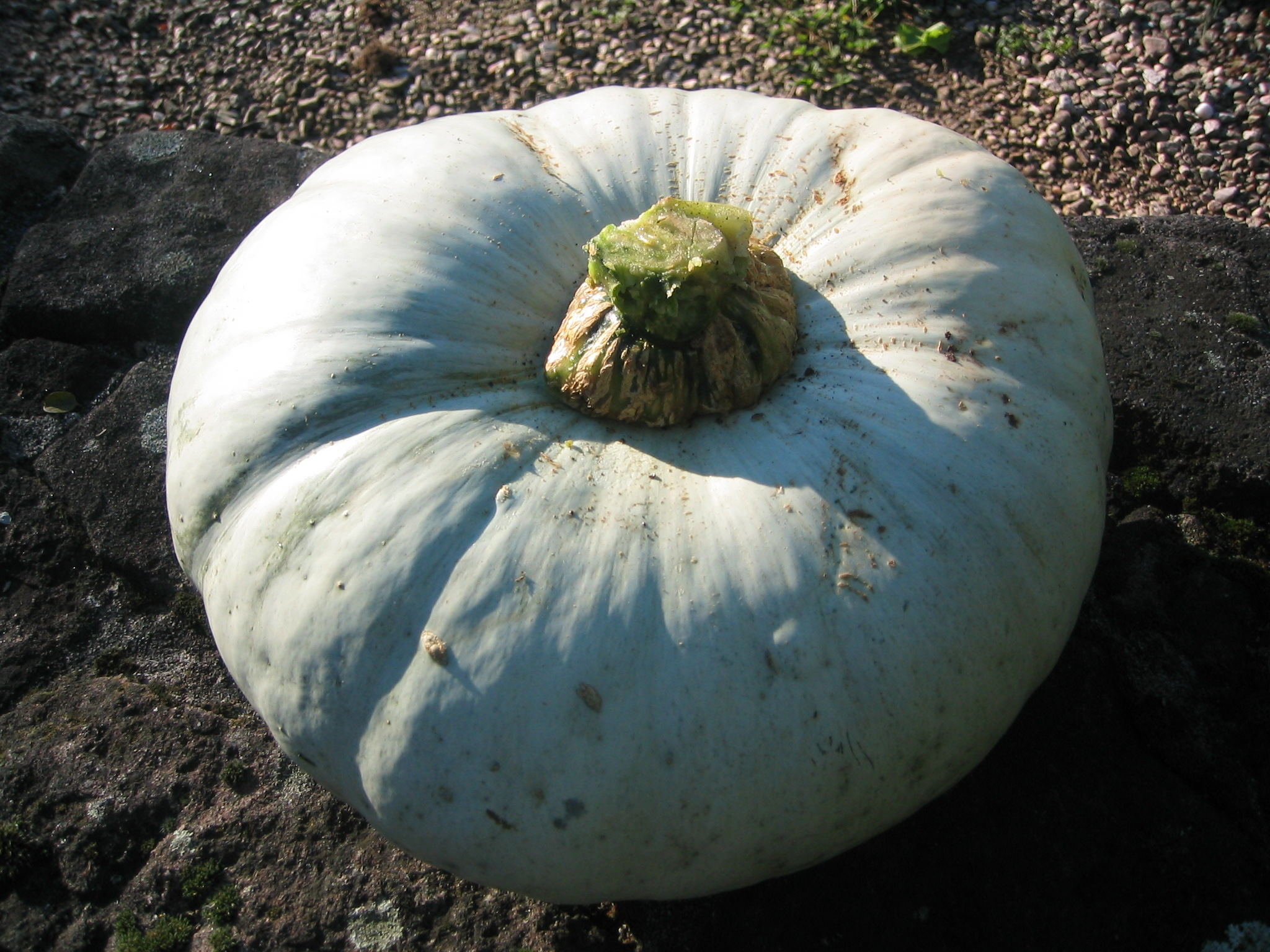
Potiron 'Bleu de Hongrie'.

- * 'Atlantic Giant (en)' qui détient le record du monde en taille et poids de la plus grosse courge avec 951 kg[4]

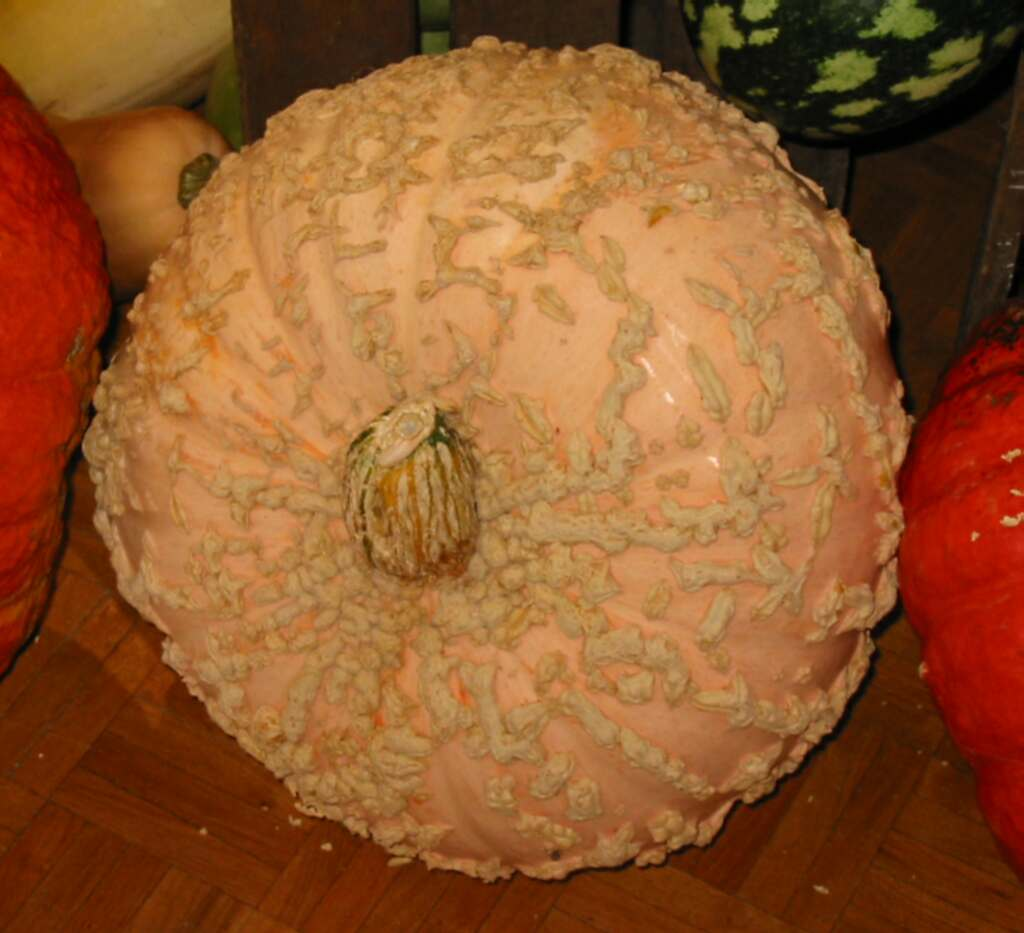
Courge 'Galeuse d'Eysines'.

- 'Buttercup'

- Courge 'Bleue de Hubbard'
- Courge 'Verte de Hubbard'
- Courge 'Marina di Chioggia'
- Courge 'De l'Ohio'
- 'Giraumon turban' (ou bonnet turc), 'Petit de Chine', 'Du Natal'
- Giraumon 'Galeux d'Eysines'
- Potimarron (ou potiron doux de Hokkaïdo)

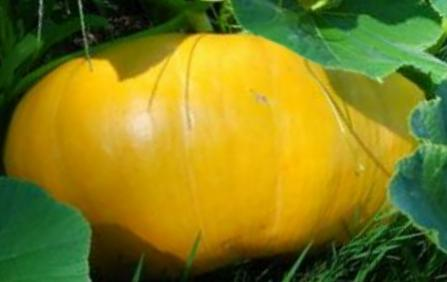
Potiron gros jaune de Paris.

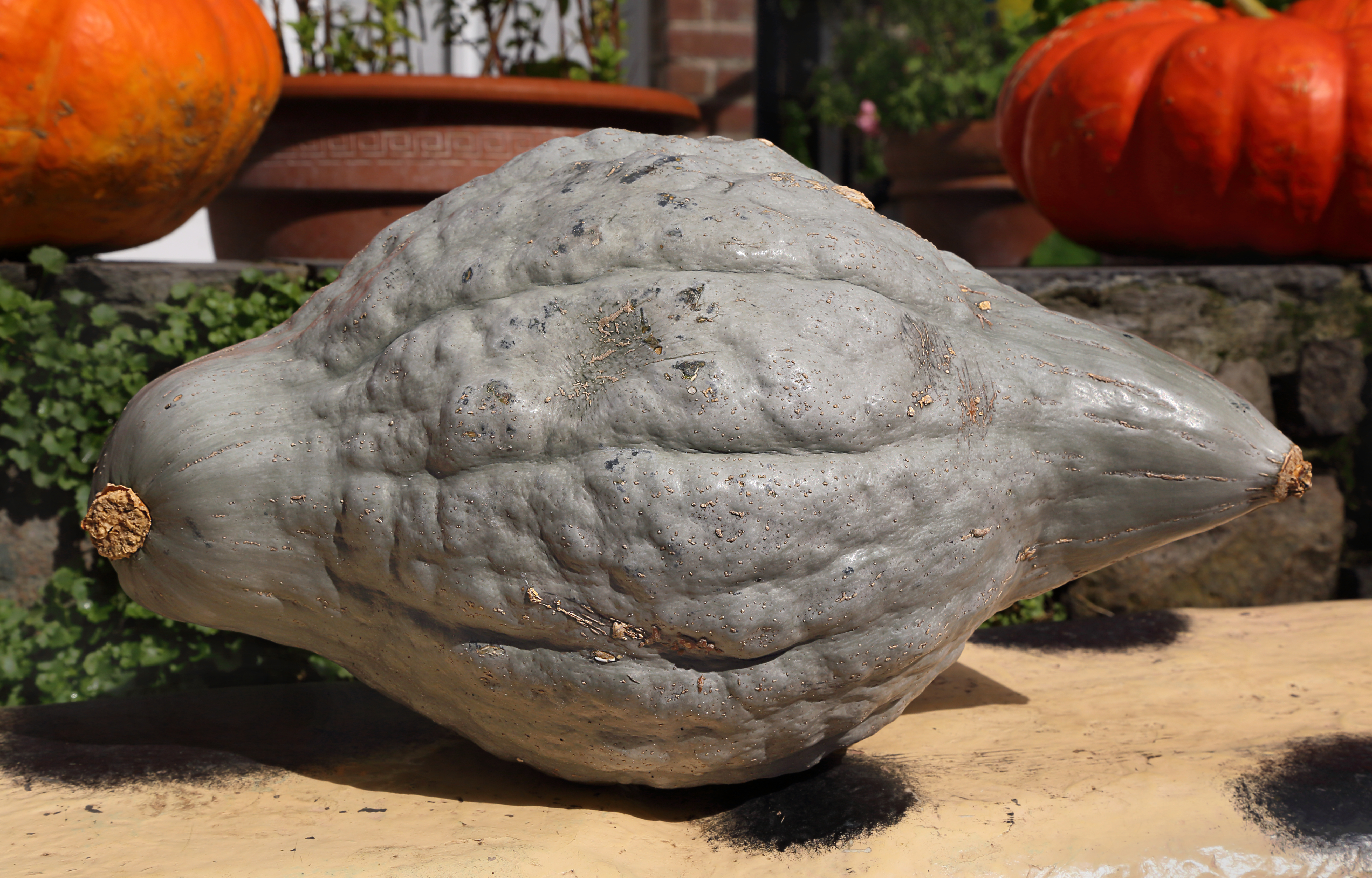
Courge 'Bleue de Hubbard'.

- 'Potiron baleine'
- 'Potiron 'Rouge vif d'Étampes'
- Potiron 'Jaune gros de Paris'

- Potiron 'vert de Hokkaïdo'
- Potiron 'Bleu de Hongrie'
- Potiron 'Blanc de Mayet'
- Potiron 'Noir du Brésil'
- Potiron 'Du Chili'
- Potiron 'D'Alençon'

- Potiron 'Vert olive'

## Production
Les principaux pays producteurs de citrouilles, courges et potirons (données globalisées) sont  :
| Production en tonnes en 2019 Données de FAOSTAT (FAO) |            |               |
| Pays                                                  | Production | Part mondiale |
| Chine                                                 | 8 376 151  | 45 %          |
| Ukraine                                               | 1 346 160  | 7 %           |
| Russie                                                | 1 195 611  | 6 %           |
| Espagne                                               | 734 640    | 4 %           |
| Mexique                                               | 679 145    | 4 %           |
| Bangladesh                                            | 634 951    | 3 %           |
| États-Unis                                            | 610 120    | 3 %           |
| Turquie                                               | 590 414    | 3 %           |
| Italie                                                | 569 120    | 3 %           |
| Indonésie                                             | 522 486    | 3 %           |
| Cuba                                                  | 423 254    | 2 %           |
| Algérie                                               | 420 135    | 2 %           |
| Égypte                                                | 406 778    | 2 %           |
| Malawi                                                | 368 025    | 2 %           |
| Corée du Sud                                          | 319 542    | 2 %           |
| Autres pays                                           | 1 332 908  | 7 %           |
| Monde                                                 | 18 529 440 | 100 %         |

## Culture

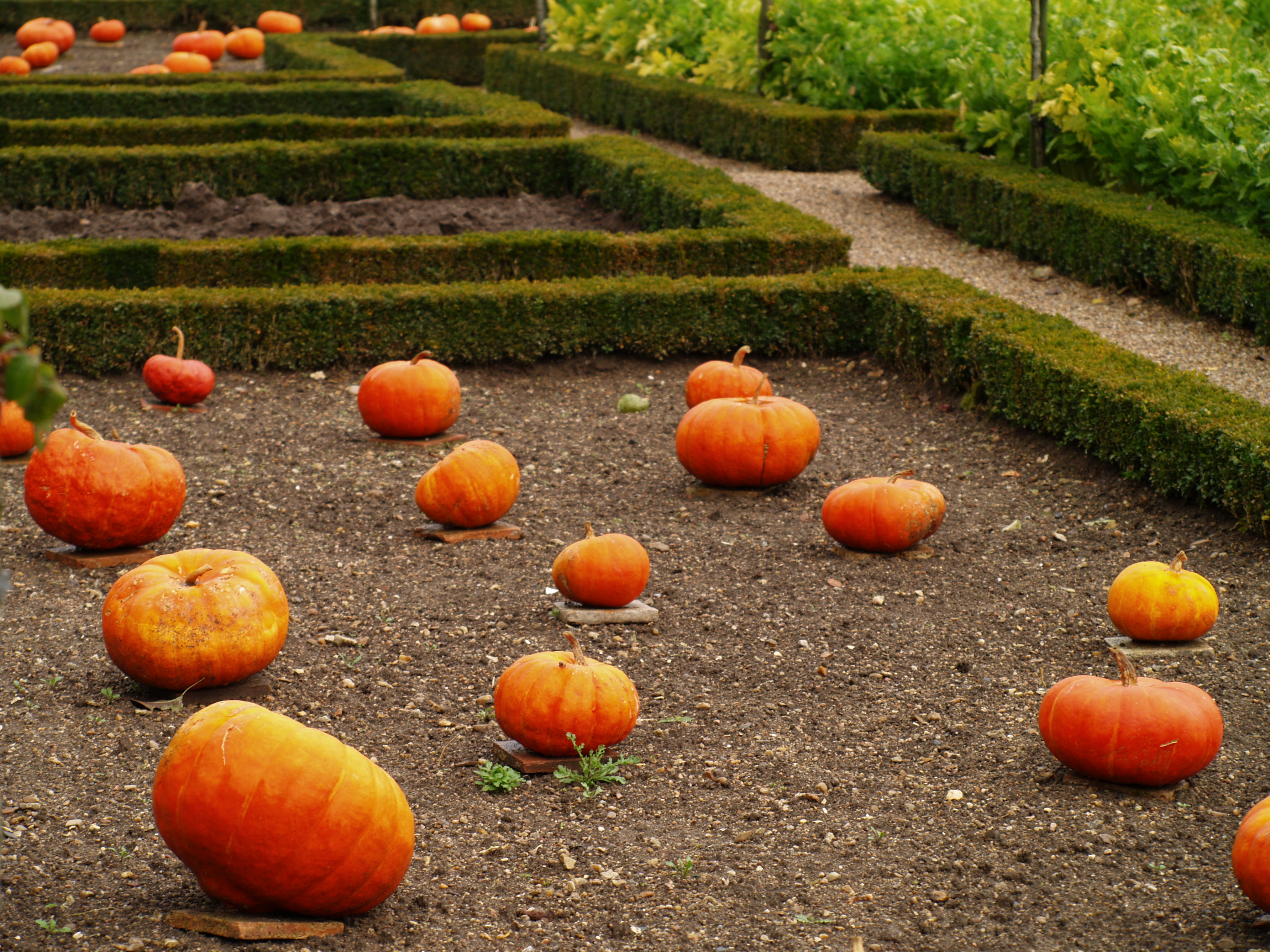
Potirons dans le jardin potager du château de Villandry.

Tous les potirons se reproduisent par semis.
Les graines aplaties, sont plus ou moins grandes selon les variétés. On en compte trois à dix au gramme. La durée germinative est de quatre à cinq ans. La levée est complète après neuf jours.
D'origine tropicale, le potiron exige de la chaleur artificielle s'il est semé avant mai. En Europe, c'est à partir du mois d'avril que les potirons ou potimarrons se cultivent. Avec les gelées, les tiges et les fruits se désorganisent.
Les terres légères de jardin sont aptes à cette culture ; les tas de compost s'y prêtent très bien ; mais en général, avant de planter, il est utile de creuser des poquets ensuite remplis de terreau ou de compost siliceux.
Les semis sur couche tiède en avril avec repiquage sous châssis froid et plantation en fin mai sont les plus employés pour la production de fruits précoces.
Le potiron doit être arrosé régulièrement car cette plante nécessite beaucoup d'eau.
Il s'écoule six mois entre le semis et la récolte.

## Utilisation

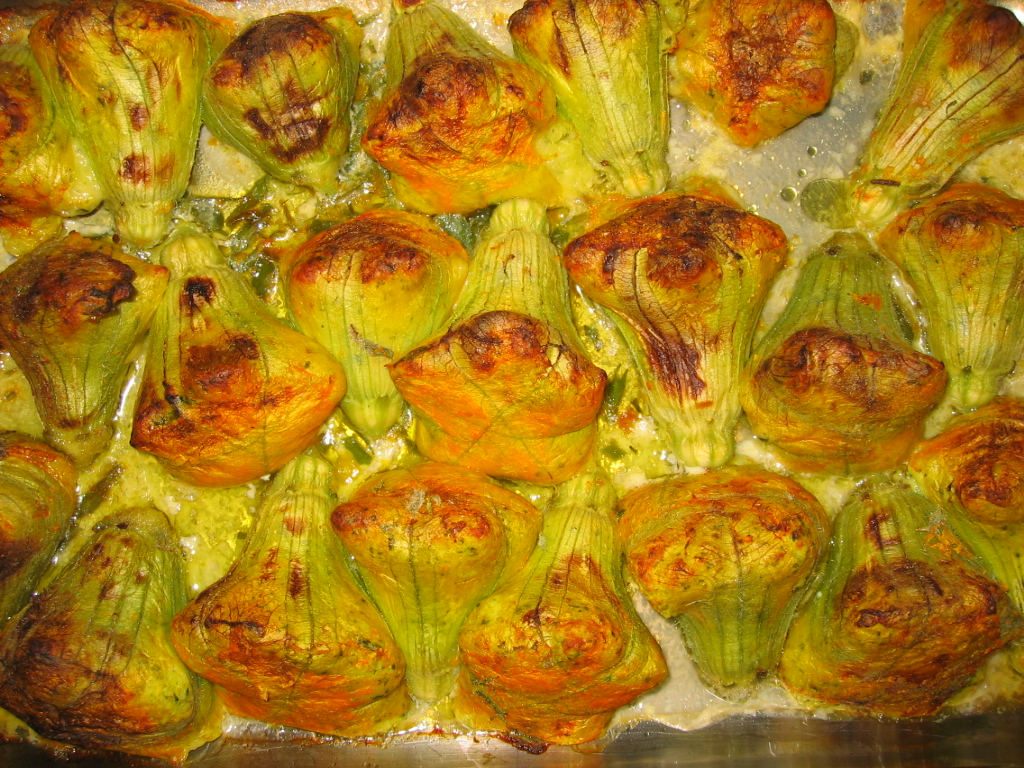
Fleurs de potirons farcies.

Les potirons se récoltent à complète maturité et se consomment cuits. Très légers en calories et concentrés en micronutriments, ils peuvent être préparés de très nombreuses manières comme légume ou comme dessert : en soupe, en purée, en gratin, en tarte, en tourte, en confiture, en glace...
Le potiron peut se conserver sans difficulté de six mois à un an dans un endroit tempéré et sec (intérieur de maison par exemple).
Cette plante, tout comme la citrouille, est l'emblème d'une fête traditionnelle nord-américaine : Halloween.

## Anecdote
Selon la revue de l'Agence Fruits et Légumes Frais, Walt Disney a alimenté la confusion : dans Cendrillon, un de ses dessins animés les plus célèbres, la fée transforme un potiron en un magnifique carrosse, alors qu'elle-même, comme dans le texte original du conte de Charles Perrault, parle d'une citrouille.
Le nom du potiron est attribué au 13e jour du mois de vendémiaire du calendrier républicain ou révolutionnaire français, généralement chaque 4 octobre du calendrier grégorien soit quatre jours avant le jour de la citrouille (17 vendémiaire généralement autour du 8 octobre), et plusieurs avant Halloween et Samain.
Potiron, un personnage fictif de la série Oui-Oui.